# Buchelay
Buchelay ist eine französische Gemeinde im Département Yvelines in der Region Île-de-France. Die Gemeinde hat 3364 Einwohner (Stand: 1. Januar 2022) und liegt im Arrondissement Mantes-la-Jolie und im Kanton Mantes-la-Jolie (bis 2015: Kanton Mantes-la-Ville). Die Einwohner werden Buchelois genannt.

## Geografie
Buchelay liegt etwa 50 Kilometer westnordwestlich von Paris. Umgeben wird Buchelay von den Nachbargemeinden Mantes-la-Jolie im Norden, und Nordosten, Mantes-la-Ville im Osten, Magnanville im Südosten, Fontenay-Mauvoisin im Süden, Jouy-Mauvoisin im Südwesten sowie Rosny-sur-Seine im Nordwesten.
Die Autoroute A13 führt durch Buchelay (Anschlussstelle Mantes-Ouest/Mantes-Sud).

## Bevölkerungsentwicklung
| Jahr      | 1936 | 1946 | 1954 | 1962 | 1968 | 1975 | 1982 | 1990 | 1999 | 2006 | 2012 |
| --------- | ---- | ---- | ---- | ---- | ---- | ---- | ---- | ---- | ---- | ---- | ---- |
| Einwohner | 478  | 524  | 586  | 715  | 1090 | 1064 | 1043 | 2066 | 2203 | 2256 | 2619 |

## Sehenswürdigkeiten

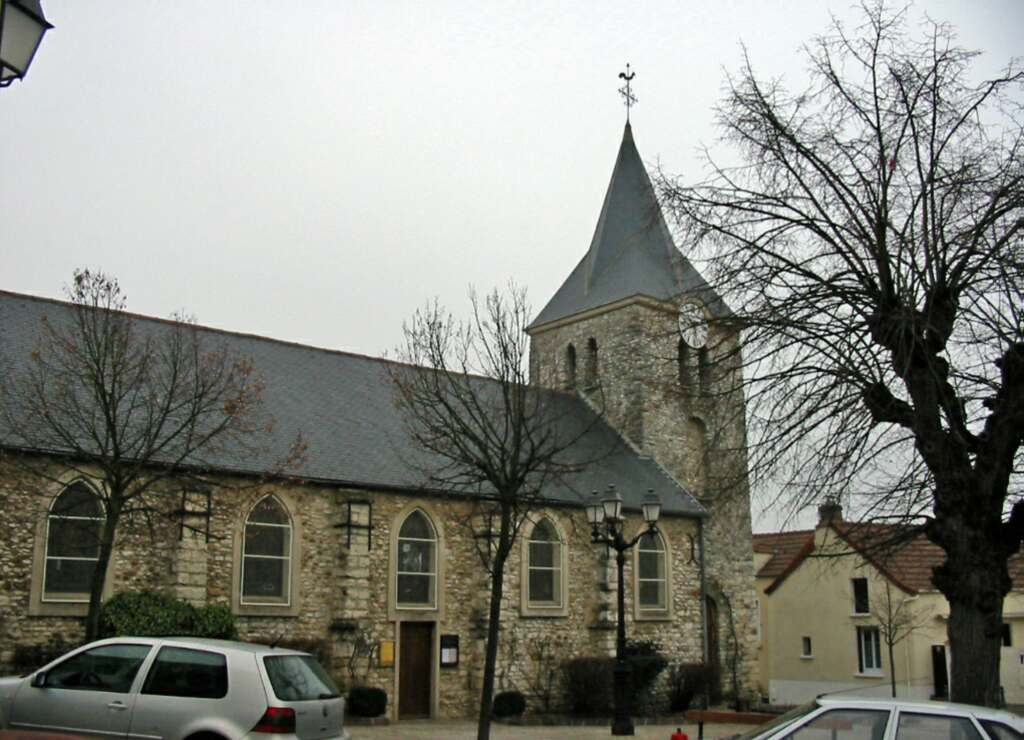
Kirche Saint-Sébastien

- Kirche Saint-Sébastien, erbaut im 15. Jahrhundert, restauriert 1846